# La Rectoria (Vilassar de Dalt)
La Rectoria és una obra amb elements gòtics de Vilassar de Dalt (Maresme) inclosa a l'Inventari del Patrimoni Arquitectònic de Catalunya. L'element inventariat és la reixa.

## Descripció
Reixa situada a la finestra dreta -de cara a la casa- a la planta baixa de la rectoria. Està feta de ferro rodó treballat a mà amb barres que s'entrecreuen amb angle recte, ja que el gruix de les barres permet foradar-les per travessar la barra de l'altre direcció. Aquesta reixa està subjecta pels quatre angles mitjançant unes grans claus agafades al mur i acabats amb un detall ornamental. A la part superior, hi ha una decoració, amb una creu, que és recent (1940/1950), així com la reixa de la finestra esquerra. La rectoria, amb estructura de masia del tipus II, també data d'aquest període (1943).

## Història
El lloc originari d'aquesta reixa fou l'antiga rectoria adossada al mur lateral esquerra de l'església parroquial de Sant Genís de Vilassar, al costat de la porta gòtica que s'ha conservat.
El temple data del 1118 i fou refet totalment entre el 1511 i 1519, amb estil gòtic tardà. La reixa fou fabricada en aquest moment per a una finestra de la rectoria. El 1936 l'església i la rectoria foren cremades, i derruïdes el 1941. El 1943 es construeixen de nou rescatant antics elements com la reixa.